# Inventaire du patrimoine culturel immatériel en France
Pour les éléments inscrits à l'Unesco, voir Liste du patrimoine culturel immatériel de l'humanité en France.
L'inventaire national du patrimoine culturel immatériel de la France, créé en mars 2008, recense un ensemble d'éléments du patrimoine culturel immatériel observés sur le territoire national.

## Description
L'inventaire national du patrimoine culturel immatériel de la France répond à l'exigence formulée par l'UNESCO dans sa Convention pour la sauvegarde du patrimoine culturel immatériel, à savoir que « chaque État-partie doit prendre les mesures nécessaires pour assurer la sauvegarde du patrimoine culturel immatériel présent sur son territoire. Il doit s’attacher à identifier et définir les différents éléments du patrimoine culturel immatériel présents sur son territoire, avec la participation des communautés, des groupes et des organisations non gouvernementales pertinentes. Pour assurer l’identification de ce patrimoine en vue de sa sauvegarde, chaque État-partie doit dresser un ou plusieurs inventaires du patrimoine culturel immatériel présent sur son territoire. Ces inventaires font l’objet d’une mise à jour régulière ».
Cette liste comprend sept thématiques : les pratiques sociales et festives, les traditions et expressions orales, les pratiques physiques, les arts du spectacle, les jeux, les rituels et les savoirs et savoir-faire.
Il est à noter que l'inscription à l'inventaire ne signifie pas un classement systématique au patrimoine culturel immatériel (PCI) de l’Unesco. Toutefois, une inscription sur la liste nationale est un préalable obligatoire à une inscription internationale.

## Inventaire du patrimoine culturel immatériel (PCI) présent sur le territoire de la France
En France, la loi du 2 mai 1930 permet de protéger des éléments du patrimoine culturel immatériel.
La mise en œuvre de la Convention pour la sauvegarde du PCI a été confiée en 2006 à la Mission du patrimoine ethnologique au sein du ministère de la Culture. L’arrêté du 17 novembre 2009 relatif aux missions et à l’organisation de la direction générale des patrimoines a chargé le département du pilotage de la recherche et de la politique scientifique (DPRPS) rattaché à la direction générale des patrimoines (DGP) du ministère :
- du pilotage de la recherche dans les domaines des opérations nationales d’inventaire du patrimoine immatériel réalisées par l’État ;
- de la mise en œuvre de la Convention Unesco pour la sauvegarde du patrimoine immatériel[3].

De 2006 jusqu’à 2012, une instance consultative informelle, le Comité technique du PCI, a servi de forum pour l’échange d’informations relatives à la Convention pour la sauvegarde du PCI. Le Comité technique du PCI est progressivement devenu responsable de l’examen et de l’évaluation des dossiers de candidature pour l’inclusion d’un élément du PCI dans l’inventaire du PCI de la France ou pour l’inscription sur une des listes Unesco. Il rassemblait une douzaine de membres de toutes les administrations concernées. Le secrétariat du Comité était assuré par la Mission du patrimoine ethnologique et la Mission des affaires européennes du ministère.

### Le Comité du patrimoine ethnologique et immatériel
L’arrêté du 5 mars 2012 relatif au Comité du patrimoine ethnologique et immatériel crée pour une durée de cinq ans le Comité du patrimoine ethnologique et immatériel (CPEI) placé auprès de la direction générale des patrimoines. Ce Comité consultatif examine et émet des avis sur l’inclusion d’élément du PCI dans l’inventaire national du PCI et sur les dossiers de candidature pour l’inscription sur les listes de la Convention. Ces avis font l’objet d’une approbation par arrêté du ministère. Le CPEI est composé de :
- trois représentants du ministère de la Culture ;
- le directeur général des patrimoines, qui est membre de droit ;
- trois personnalités qualifiées choisies en raison de leurs compétences dans le domaine du patrimoine ethnologique et immatériel ;
- un maire désigné sur proposition de l’Association des maires de France ;
- un président de conseil général désigné sur proposition de l’Association des départements de France ;
- un président de conseil régional, désigné sur proposition de l’Association des régions de France[6].

### Processus d'inventaire du PCI
L’inventaire du PCI présent sur le territoire de la France s’est réalisé en deux temps. Dès août 2007, le DPRPS a dressé un état des inventaires du PCI existant avant l’approbation de la Convention pour la sauvegarde du PCI (publications, bases de données, etc.). Cet inventaire des inventaires a été nommé répertoire des inventaires du PCI. Les inventaires du PCI recensés dans le répertoire des inventaires du PCI sont spécialisés soit dans un domaine du PCI, soit le PCI d’une zone géographique, par exemple, l’inventaire des théâtres de marionnettes en France ou la Collecte du patrimoine immatériel de l’aire Ajië-Aro de Nouvelle-Calédonie.
Dans un deuxième temps, le DPRPS s’est attelé dès 2008 à établir le processus d’inventaire du PCI en France. Cet inventaire est conçu comme un processus ouvert et évolutif. Il est alimenté par des enquêtes scientifiques ou par des demandes spontanées émanant de porteurs de PCI. Certaines enquêtes sont confiées à des associations de praticiens qui dressent, avec la participation de scientifiques, un inventaire du PCI qu’ils portent. Une enquête sur les jeux et les sports traditionnels en Bretagne a été lancée, par exemple, en 2012 avec la participation d’associations. Un élément peut être inclus dans l’inventaire du PCI en France si :
- l’élément est conforme à la définition posée à l’article 2 de la Convention pour la sauvegarde du PCI ;
- les porteurs ont consenti à l’inclusion de l’élément dans l’inventaire.

Les sept éléments sont inclus dans l’inventaire selon leur appartenance aux domaines suivants :
- les pratiques sociales et festives ;
- les traditions et expressions orales ;
- les pratiques physiques ;
- les arts du spectacle ;
- les jeux ;
- les rituels ;
- les savoirs et savoir-faire.

L’inclusion d’un élément dans l’inventaire du PCI en France constitue un simple recensement. Il n’ouvre droit à aucune mesure de sauvegarde.

## Pratiques inventoriées
En 2024, 534 pratiques ont fait l'objet d'enquêtes et de fiches d'inventaire. Ces pratiques sont classées en sept catégories : savoir-faire de l'artisanat traditionnel ; pratiques rituelles ; musiques et danses ; pratiques festives ; pratiques physiques traditionnelles (sports) ; jeux ; expressions et traditions orales (art du conte). Certaines pratiques relèvent de deux domaines différents à la fois (comme le jeu de pelote basque, considéré à la fois comme un jeu et une pratique sportive).
L'inventaire est disponible sur le site du ministère de la Culture.
Parmi les pratiques inventoriées, on compte 26 éléments inscrits sur la liste représentative du patrimoine culturel immatériel de l'humanité :
- Les savoir-faire des couvreurs-zingueurs parisiens et des ornemanistes (2024)
- La culture foraine (2024, partagé avec la Belgique)
- Les connaissances, techniques et savoir-faire du verre artisanal (2023, partagé avec la Tchéquie, la Finlande, l'Allemagne, la Hongrie, l'Espagne) ;
- La transhumance, déplacement saisonnier de troupeaux (2023, partagé avec l'Albanie, l'Andorre, l'Autriche, la Croatie, la Grèce, l'Italie, le Luxembourg, la Roumanie et l'Espagne) ;
- Les savoir-faire artisanaux et la culture de la baguette de pain (2022) ;
- Les fêtes de l'ours dans les Pyrénées (2022) ;
- La fauconnerie, un patrimoine humain vivant (2021, partagé avec les Émirats arabes unis, la Belgique, la République tchèque, la Corée du Sud, la Mongolie, le Maroc, le Qatar, l'Arabie saoudite, l'Espagne et la Syrie) ;
- Les savoir-faire en mécanique horlogère et mécanique d'art (2020) ;
- L'art musical des sonneurs de trompe (2020) ;
- L'art de la perle de verre (2020) ;
- L'alpinisme (2019, partagé avec la Suisse et l'Italie) ;
- Les savoir-faire liés au parfum en Pays de Grasse (2018);
- L'art de la construction en pierre sèche : savoir-faire et techniques (2018);
- Le carnaval de Granville (2016) ;
- Les fêtes du feu du solstice d'été dans les Pyrénées (2015, partagé avec l'Andorre et l'Espagne) ;
- Le gwoka : musique, chants, danses et pratique culturelle représentatifs de l’identité guadeloupéenne (2014) ;
- Les ostensions septennales limousines (2013) ;
- Le fest-noz, rassemblement festif basé sur la pratique collective des danses traditionnelles de Bretagne (2012) ;
- L’équitation de tradition française (2011) ;
- Le compagnonnage, réseau de transmission des savoirs et des identités par le métier (2010) ;
- Le repas gastronomique des Français (2010) ;
- Le savoir-faire de la dentelle au point d’Alençon (2010) ;
- Le maloya (2009) ;
- La tapisserie d'Aubusson (2009) ;
- La tradition du tracé dans la charpente française (2009) ;
- Les géants et dragons processionnels de Belgique et de France (2008, partagé avec la Belgique).

Et un élément inscrit sur la liste du patrimoine immatériel nécessitant une sauvegarde urgente :
- Le Cantu in paghjella profane et liturgique de Corse de tradition orale (2009).

Et trois pratiques listées au registre des meilleures pratiques de sauvegarde :
- Tocatì, un programme partagé pour la sauvegarde des jeux et sports traditionnels (2022, Partagé avec la Belgique, Chypre, la Croatie et l'Italie) ;
- La yole de Martinique, de la construction aux pratiques de navigation, un modèle de sauvegarde du patrimoine (2020) ;
- Les techniques artisanales et les pratiques coutumières des ateliers de cathédrales, ou "Bauhütten", en Europe, savoir-faire, transmission, développement des savoirs, innovation (2020, partagé avec l'Allemagne, l'Autriche, la Norvège et la Suisse) ;

### Les savoirs et savoir-faire
En 2024, le ministère de la Culture recense 170 fiches d'inventaire des savoir-faire du patrimoine culturel immatériel en France.
| Fiches d'inventaire des savoir-faire du patrimoine culturel immatériel en France  | Fiches d'inventaire des savoir-faire du patrimoine culturel immatériel en France                                              |
| --------------------------------------------------------------------------------- | --- |
| Auvergne-Rhône-Alpes                                                              | La dentelle au fuseau du Puy-en-Velay                                                                                         |
| Auvergne-Rhône-Alpes                                                              | La pêche des poissons d'eau douce des étangs de la Dombes                                                                     |
| Auvergne-Rhône-Alpes                                                              | La culture de l'ail rose de Billom                                                                                            |
| Auvergne-Rhône-Alpes                                                              | La fabrication de la fourme de Montbrison                                                                                     |
| Auvergne-Rhône-Alpes                                                              | La fabrication du fromage Saint-nectaire fermier                                                                              |
| Auvergne-Rhône-Alpes                                                              | Les pratiques d’élevage caprin et les savoirs fromagers au lait de chèvre dans le massif des Bauges                           |
| Auvergne-Rhône-Alpes                                                              | L’art de la rissole, ou r’zoule, dans le massif des Bauges                                                                    |
| Auvergne-Rhône-Alpes                                                              | La panification traditionnelle, ou le faire au four, dans le massif des Bauges                                                |
| Auvergne-Rhône-Alpes                                                              | Les savoirs de la cueillette dans le massif des Bauges                                                                        |
| Auvergne-Rhône-Alpes                                                              | Les savoirs de l’apiculture dans le massif des Bauges                                                                         |
| Auvergne-Rhône-Alpes                                                              | Les savoirs du jardin potager dans le massif des Bauges                                                                       |
| Auvergne-Rhône-Alpes, Occitanie                                                   | La fabrication du fromage de Salers                                                                                           |
| Bourgogne-Franche-Comté                                                           | La céramique d'art (Jean Girel, à Château)                                                                                    |
| Bourgogne-Franche-Comté                                                           | La céramique d'art (Jean-Claude Canonne, à Saint-André-le-Désert)                                                             |
| Bourgogne-Franche-Comté                                                           | La dorure sur bois (Bernard Delaval, à Chapaize)                                                                              |
| Bourgogne-Franche-Comté                                                           | La facture d'instruments anciens à clavier (Christopher Clarke, à Donzy-le-National)                                          |
| Bourgogne-Franche-Comté                                                           | La facture et la restauration instrumentale (Pascal Cranga, à Donzy-le-Pertuis)                                               |
| Bourgogne-Franche-Comté                                                           | Les salaisons fumées au tuyé du Haut-Doubs                                                                                    |
| Bourgogne-Franche-Comté                                                           | La fabrication du kirsch de Fougerolles                                                                                       |
| Bretagne                                                                          | La dorure sur métal en Bretagne                                                                                               |
| Bretagne                                                                          | La fabrication de pigments à Bécherel                                                                                         |
| Bretagne                                                                          | La calligraphie latine |
| Bretagne                                                                          | La gravure héraldique |
| Bretagne                                                                          | La pendulerie |
| Bretagne                                                                          | Le ramassage des simples en Bretagne                                                                                          |
| Bretagne                                                                          | Le tissage à bras |
| Bretagne                                                                          | Les savoir-faire du tourneur sur bois                                                                                         |
| Bretagne                                                                          | L'enluminure |
| Bretagne                                                                          | La récolte du goémon en Bretagne                                                                                              |
| Bretagne                                                                          | Les savoir-faire vanniers en Bretagne : le baskodenn                                                                          |
| Bretagne                                                                          | Les savoir-faire vanniers en Bretagne : la bosselle                                                                           |
| Bretagne                                                                          | Les savoir-faire vanniers en Bretagne : la mann du Trégor                                                                     |
| Bretagne                                                                          | Les savoir-faire vanniers en Bretagne : la vannerie à montants disposés en méridien                                           |
| Bretagne                                                                          | Les savoir-faire vanniers en Bretagne : le panier de Mayun                                                                    |
| Bretagne                                                                          | Les savoir-faire vanniers en Bretagne : la fabrication des sklisseneù                                                         |
| Bretagne                                                                          | Les savoir-faire vanniers en Bretagne : la vannerie carbasson                                                                 |
| Bretagne                                                                          | La vente aux enchères des foins du Marais à Renac                                                                             |
| Bretagne                                                                          | La fabrication de la bombarde ou biniou                                                                                       |
| Bretagne                                                                          | La pêche à la palourde dans le golfe du Morbihan                                                                              |
| Bretagne                                                                          | L'élevage des huîtres de Cancale                                                                                              |
| Bretagne                                                                          | Les usages médicinaux et vétérinaires du lin et du chanvre en Bretagne                                                        |
| Bretagne                                                                          | Les savoir-faire chaumiers dans le golfe du Morbihan et en Brière                                                             |
| Bretagne                                                                          | La culture des moules de bouchot à Pénestin                                                                                   |
| Bretagne                                                                          | Les savoir-faire de la broderie et de la dentelle en Bretagne                                                                 |
| Bretagne                                                                          | L'art de la charpenterie de marine en Bretagne                                                                                |
| Bretagne                                                                          | Le savoir-faire et la culture du craquelin de Haute-Bretagne                                                                  |
| Bretagne, Pays-de-la-Loire, Nouvelle-Aquitaine                                    | La pêche au carrelet sur l'arc atlantique                                                                                     |
| Centre-Val de Loire                                                               | Les savoirs, savoir-faire et pratiques sociales liés à la pisciculture dans les étangs de la Brenne                           |
| Grand-Est                                                                         | * Le trait de charpente |
| Grand-Est                                                                         | La fabrication de carcasses de siège à Liffol-le-Grand                                                                        |
| Grand-Est                                                                         | Les savoir-faire des cristalliers de Daum                                                                                     |
| Grand-Est                                                                         | Le damassage en Lorraine |
| Grand-Est                                                                         | La fabrication des émaux de Longwy                                                                                            |
| Grand-Est                                                                         | Les savoir-faire de la Fondation de l'Œuvre Notre-Dame appliqués à la cathédrale de Strasbourg et sa collaboration coutumière |
| Grand-Est                                                                         | Les savoir-faire du point de Lunéville et de la broderie perlée et pailletée                                                  |
| Guyane                                                                            | Le tembe, sculpture sur bois koti tembe, peinture sur bois ou toile ferfi tembe                                               |
| Hauts-de-France                                                                   | La gravure de poinçons typographiques                                                                                         |
| Hauts-de-France                                                                   | L’art de charpenterie de marine dans le Nord de la France                                                                     |
| Hauts-de-France, Île-de-France                                                    | Les savoir-faire du lin textile                                                                                               |
| Île-de-France                                                                     | L’art du tailleur (André Guillerme-Guilson, à Paris)                                                                          |
| Île-de-France                                                                     | La corseterie |
| Île-de-France                                                                     | La glyptique |
| Île-de-France                                                                     | L'héliogravure |
| Île-de-France                                                                     | Les bouquinistes de Paris |
| Île-de-France                                                                     | La culture du cresson à Méréville                                                                                             |
| Île-de-France                                                                     | * Les savoir-faire du couvreur-zingueur parisien                                                                              |
| Île-de-France                                                                     | Les techniques de coiffure d'origine africaine en région parisienne                                                           |
| Île-de-France                                                                     | Les savoir-faire de la maréchalerie, pratiques d'atelier de la Garde républicaine                                             |
| Île-de-France                                                                     | Les savoir-faire des éventaillistes                                                                                           |
| Îles Marquises                                                                    | Le matatiki, art graphique marquisien                                                                                         |
| Martinique                                                                        | * La yole ronde |
| Normandie                                                                         | La poterie du Mesnil de Bavent                                                                                                |
| Normandie                                                                         | La menuiserie-charpente en Normandie                                                                                          |
| Normandie                                                                         | Les pêcheries fixes du littoral de la Manche                                                                                  |
| Normandie                                                                         | Le remplissage en pan de bois en Normandie                                                                                    |
| Normandie                                                                         | * Le savoir-faire de la dentelle au point d'Alençon                                                                           |
| Normandie                                                                         | La fabrication du poiré en Domfrontais                                                                                        |
| Normandie, Pays de la Loire                                                       | Le patrimoine culturel immatériel des communautés hospitalo-universitaires à Rouen et à Angers                                |
| Nouvelle-Aquitaine                                                                | La filature à Felletin |
| Nouvelle-Aquitaine                                                                | Les traditions des fermes d’élevage de Larrau / Les atandes                                                                   |
| Nouvelle-Aquitaine                                                                | Le parcours journalier dans les Pyrénées / Le bortüsorhoka                                                                    |
| Nouvelle-Aquitaine                                                                | Le feu pastoral des estives du Pays basque / L’erekinka                                                                       |
| Nouvelle-Aquitaine                                                                | La fabrication du tambourin à cordes, ou tom-tom                                                                              |
| Nouvelle-Aquitaine                                                                | Les savoir-faire du fourreur (Georges Boutis à Périgueux)                                                                     |
| Nouvelle-Aquitaine                                                                | La fabrication de chaises (Jean-Jacques Lataillade, à Came)                                                                   |
| Nouvelle-Aquitaine                                                                | La fabrication de sonnailles (Nicolas Daban, à Bourdettes)                                                                    |
| Nouvelle-Aquitaine                                                                | La reliure-dorure (atelier Nathalie et Christophe Legrand, à Périgueux)                                                       |
| Nouvelle-Aquitaine                                                                | La transformation des canards gras                                                                                            |
| Nouvelle-Aquitaine                                                                | La lauzerie à Saint-Geniès |
| Nouvelle-Aquitaine                                                                | La fabrication des quilles dans les Pyrénées                                                                                  |
| Nouvelle-Aquitaine                                                                | L'élevage du bœuf gras bazadais                                                                                               |
| Nouvelle-Aquitaine                                                                | La fabrication des makhilas (atelier Ainciart Bergara, à Larressore)                                                          |
| Nouvelle-Aquitaine                                                                | La sellerie-maroquinerie (Alexandre Mareuil, à Artiguès-près-Bordeaux)                                                        |
| Nouvelle-Aquitaine                                                                | La ganterie de peau à Saint-Junien                                                                                            |
| Nouvelle-Aquitaine                                                                | La mégisserie à Saint-Junien                                                                                                  |
| Nouvelle-Aquitaine                                                                | La peinture sur porcelaine à Saint-Junien                                                                                     |
| Nouvelle-Aquitaine                                                                | L'émaillerie de Limoges |
| Nouvelle-Aquitaine                                                                | La miniature au « blanc Limoges »                                                                                             |
| Nouvelle-Aquitaine                                                                | * La tapisserie d'Aubusson |
| Nouvelle-Aquitaine                                                                | La porcelaine de Limoges |
| Nouvelle-Aquitaine                                                                | La sculpture sur bois à Sainte-Soulle                                                                                         |
| Nouvelle-Aquitaine                                                                | La pratique de la cornemuse de Gascogne / La boha                                                                             |
| Nouvelle-Aquitaine                                                                | La confection des costumes traditionnels ossalois                                                                             |
| Nouvelle-Aquitaine                                                                | La fabrication des chisteras                                                                                                  |
| Nouvelle-Aquitaine                                                                | La fabrication des palas |
| Nouvelle-Aquitaine                                                                | La fabrication du xare |
| Nouvelle-Aquitaine                                                                | La facture de la flûte à trois trous / Flabuta                                                                                |
| Nouvelle-Aquitaine                                                                | Le tue-cochon / Pelèra |
| Nouvelle-Aquitaine                                                                | Les savoirs naturalistes des atandes de Larrau                                                                                |
| Nouvelle-Aquitaine                                                                | La haie vive au Pays basque / Zeralia                                                                                         |
| Nouvelle-Aquitaine                                                                | Les savoir-faire de l’élaboration du cognac                                                                                   |
| Nouvelle-Aquitaine                                                                | L'élaboration de l'eau-de-vie d'Armagnac                                                                                      |
| Nouvelle-Aquitaine                                                                | Les savoir-faire des lissiers d’Aubusson-Felletin                                                                             |
| Nouvelle-Aquitaine                                                                | La pêche aux engins et filets dans le bassin de l’Adour                                                                       |
| Nouvelle-Aquitaine, Occitanie                                                     | Las bonas èrbas (« les bonnes herbes ») : usage de la flore et médecine populaire dans les Pyrénées centrales                 |
| Occitanie                                                                         | La culture du raisin chasselas de Moissac                                                                                     |
| Occitanie                                                                         | Les savoir-faire liés à l'irrigation gravitaire par béals (canaux) en Lozère                                                  |
| Occitanie                                                                         | Les savoir-faire et usages constructifs de la terre cuite : le cayrou de la briqueterie de Saint-Jean-Pla-de-Corts            |
| Occitanie                                                                         | La fabrication de peignes de toilette en corne naturelle en Pays d’Olmes                                                      |
| Occitanie                                                                         | La culture et la transformation des olives dans le pays de Nîmes                                                              |
| Occitanie                                                                         | La culture de la truffe noire du Quercy à Lalbenque                                                                           |
| Occitanie                                                                         | Les savoir-faire liés à la teinture au pastel, en pays de Cocagne                                                             |
| Occitanie                                                                         | Les savoir-faire liés à la ganterie en pays de Millau                                                                         |
| Pays de la Loire                                                                  | La botterie (maison Sari Saumur, Joël Auber, à Saumur)                                                                        |
| Pays de la Loire                                                                  | La faïencerie d'art de Malicorne                                                                                              |
| Pays de la Loire                                                                  | La conservation-restauration d'œuvres peintes (atelier Catherine Ruel et Kiriski Tsesmeloglou, à Nantes)                      |
| Pays de la Loire                                                                  | Pratiques et savoir-faire des pêcheurs du lac de Grand-Lieu                                                                   |
| Pays de la Loire                                                                  | La pêche à la sardine de Saint-Gilles Croix-de-Vie                                                                            |
| Pays de la Loire                                                                  | L’apiculture de zone humide en Basse-Loire                                                                                    |
| Pays de la Loire                                                                  | Les pêches traditionnelles en Basse-Loire aval                                                                                |
| Pays de la Loire                                                                  | Les pratiques traditionnelles des pêcheurs aux engins et aux filets de Loire-Atlantique                                       |
| Provence-Alpes-Côte d'Azur                                                        | La pratique de la barquette marseillaise                                                                                      |
| Provence-Alpes-Côte d'Azur                                                        | * Les savoir-faire liés au parfum en pays de Grasse                                                                           |
| Provence-Alpes-Côte d'Azur                                                        | Le rempaillage et le cannage de chaises à Forcalquier                                                                         |
| Provence-Alpes-Côte d'Azur                                                        | Les savoir-faire dans le Briançonnais : les plantes médicinales                                                               |
| Provence-Alpes-Côte d'Azur                                                        | Les savoir-faire dans le Briançonnais : la fabrication de la chaux                                                            |
| Provence-Alpes-Côte d'Azur                                                        | Les savoir-faire dans le Briançonnais : la culture du chanvre textile                                                         |
| Provence-Alpes-Côte d'Azur                                                        | Les savoir-faire dans le Briançonnais : l'élevage et la production de laine                                                   |
| Provence-Alpes-Côte d'Azur                                                        | La fabrication des sugelli dans la vallée de la Roya                                                                          |
| Provence-Alpes-Côte d'Azur                                                        | La fabrication des fruits confits d'Apt                                                                                       |
| Provence-Alpes-Côte d'Azur                                                        | Les emplois médicinaux du plantain badasson en Haute-Provence occidentale                                                     |
| Provence-Alpes-Côte d'Azur                                                        | Les pratiques de l'herboristerie en Haute-Provence                                                                            |
| Provence-Alpes-Côte d'Azur                                                        | Les pratiques de culture des lavandes en Haute-Provence                                                                       |
| Provence-Alpes-Côte d'Azur                                                        | Le boutis ou broderie de Marseille                                                                                            |
| Provence-Alpes-Côte d'Azur                                                        | Les pratiques de relance des céréales en Luberon                                                                              |
| Provence-Alpes-Côte d'Azur                                                        | L'élaboration du vin de Châteauneuf-du-Pape                                                                                   |
| Provence-Alpes-Côte d'Azur                                                        | Les pratiques culinaires du pays niçois, de la mer à la montagne                                                              |
| Provence-Alpes-Côte d'Azur                                                        | Les pratiques d'irrigation gravitaire du Briançonnais                                                                         |
| Provence-Alpes-Côte d'Azur                                                        | Les savoir-faire des santonniers de Provence (Bouches-du-Rhône)                                                               |
| Provence-Alpes-Côte d'Azur                                                        | * L'art de la construction en pierre sèche                                                                                    |
| La Réunion                                                                        | La vannerie du vacoa |
| La Réunion                                                                        | Les savoir-faire et la pratique des simples à La Réunion                                                                      |
| La Réunion                                                                        | Rod lo gèp |
| National                                                                          | * Le compagnonnage |
| National                                                                          | * Le repas gastronomique des Français                                                                                         |
| National                                                                          | * Les savoir-faire artisanaux et la culture de la baguette de pain                                                            |
| National                                                                          | * L'artisanat de la perle de verre en France                                                                                  |
| National                                                                          | L'art du formaire, ou la fabrication artisanale des formes occidentales des papetiers                                         |
| National                                                                          | * Les savoir-faire de la mécanique horlogère                                                                                  |
| National                                                                          | Les gestes des métiers d'art verriers                                                                                         |
| National                                                                          | Les savoir-faire des émailleurs sur métal                                                                                     |
| National                                                                          | * Les pratiques et les savoir-faire de la transhumance                                                                        |
| National                                                                          | Les savoir-faire du chanvre textile                                                                                           |
| National                                                                          | Les savoirs et techniques de notation du mouvement selon le système d’écriture Conté                                          |
| National                                                                          | La frivolité, à la navette, à l’aiguille et au crochet                                                                        |
| National                                                                          | La carrosserie automobile artisanale française                                                                                |
| National                                                                          | Les savoirs et savoir-faire de la futaie régulière de chêne                                                                   |
| National                                                                          | L’art de l'espalier - Tailles de formation et de fructification                                                               |
| National                                                                          | L’art du timbre-poste gravé en taille-douce                                                                                   |
| National                                                                          | L'irrigation traditionnelle gravitaire par canaux                                                                             |
| National                                                                          | L'apprentissage et l'usage du braille                                                                                         |
| National                                                                          | Les savoir-faire de la découpe bouchère à la française                                                                        |
| * Pratiques inventoriées au patrimoine culturel immatériel de l'humanité (UNESCO) | |

### Les rituels
Au 8 mai 2023, le ministère de la Culture recense 54 fiches d'inventaire des pratiques rituelles du patrimoine culturel immatériel en France.
| Fiches d'inventaire des pratiques rituelles du patrimoine culturel immatériel en France | Fiches d'inventaire des pratiques rituelles du patrimoine culturel immatériel en France                             |
| --------------------------------------------------------------------------------------- | --- |
| Bourgogne-Franche-Comté                                                                 | Le Biou d'Arbois |
| Bretagne                                                                                | L’arbre de Mai de Locronan                                                                                          |
| Bretagne                                                                                | La pose de la branche de Mai dans le Morbihan / Barrin ar mae                                                       |
| Bretagne                                                                                | Usages et représentations du minéral en Bretagne : le bateau de pierre de saint Conogan / Bag sant Konogan          |
| Bretagne                                                                                | Usages et représentations du minéral en Bretagne : la jument de pierre, ou chaise de saint Ronan / Kador sant Ronan |
| Bretagne                                                                                | Usages et représentations du minéral en Bretagne : le ménage de saint Kodelig / Stal-tiegez sant Kodelig            |
| Bretagne                                                                                | Usages et représentations du minéral en Bretagne : la pierre ou barque de saint Vio                                 |
| Bretagne                                                                                | Usages et représentations du minéral en Bretagne : la pierre sonnante de saint Gildas à Bieuzy-les-Eaux             |
| Bretagne                                                                                | Usages et représentations du minéral en Bretagne : la pierre sonnante de Guildo à Saint-Cast-le-Guildo              |
| Bretagne                                                                                | Usages et représentations du minéral en Bretagne : la roche tremblante de Huelgoat                                  |
| Bretagne                                                                                | Usages et représentations du minéral en Bretagne : les roches tremblantes de Trégunc                                |
| Bretagne                                                                                | Les pardons et troménies en Bretagne[réf. à confirmer]                                                              |
| Grand-Est                                                                               | La crémation des Trois Sapins                                                                                       |
| Grand-Est                                                                               | Le Grand Pardon de Chaumont                                                                                         |
| Guyane                                                                                  | Le rituel du maraké                                                                                                 |
| Guyane                                                                                  | Le gi pangi, rite de passage féminin businenge                                                                      |
| Hauts-de-France                                                                         | Le Tour du Saint-Cordon (Valenciennes)                                                                              |
| Île-de-France                                                                           | L'adoration publique des saints                                                                                     |
| Île-de-France                                                                           | La fabrication des icônes, ou iconographie                                                                          |
| Île-de-France                                                                           | * La fête des Morts / El dia de los Muertos                                                                         |
| Île-de-France                                                                           | La fête de Notre-Dame de Guadalupe                                                                                  |
| Île-de-France                                                                           | * La fête orthodoxe serbe du saint patron / La slava                                                                |
| Île-de-France                                                                           | * Les traditions du jour des Morts / Las calaveras                                                                  |
| Île-de-France                                                                           | * Le pain des Morts mexicain à Paris / El pan de los Muertos                                                        |
| Île-de-France                                                                           | Le chant choral serbe à Paris                                                                                       |
| Île-de-France                                                                           | Le défilé du Dieu Ganesh / Ganesh Chaturthi                                                                         |
| Île-de-France                                                                           | Le jour de la Chandeleur / El dia de la Candelaria                                                                  |
| Île-de-France                                                                           | Le lavage du parvis de l'église de la Madeleine et le festival brésilien à Paris                                    |
| Île-de-France                                                                           | La fête du Printemps ou du Nouvel An chinois à Paris                                                                |
| Île-de-France                                                                           | Le Vaisakhi des sikhs à Bobigny                                                                                     |
| Île-de-France                                                                           | Le Norouz ou Nouvel An persan en région parisienne                                                                  |
| Mayotte                                                                                 | Le mawlida shenge (Mayotte)                                                                                         |
| Normandie                                                                               | Le végétal en Normandie : arbres et jardins à Bayeux                                                                |
| Normandie                                                                               | Le végétal en Normandie : le pèlerinage de la chapelle perchée du Bas-Caumont                                       |
| Normandie                                                                               | Le végétal en Normandie : le chêne millénaire d'Allouville                                                          |
| Normandie                                                                               | Le végétal en Normandie : l'aubépine, la belle épine ou l’épine de Bouquetot                                        |
| Normandie                                                                               | Le végétal en Normandie : la forêt de Brotonne                                                                      |
| Normandie                                                                               | Le végétal en Normandie : l’if millénaire de Saint-Ursin                                                            |
| Normandie                                                                               | Le végétal en Normandie : les ifs millénaires de La Haye-de-Routot                                                  |
| Normandie                                                                               | Le végétal en Normandie : les ifs millénaires de La Lande-Patry                                                     |
| Normandie                                                                               | Le végétal en Normandie : la source et le chêne saint Méen                                                          |
| Normandie                                                                               | Le végétal en Normandie : le prieuré Saint-Ortaire                                                                  |
| Nouvelle-Aquitaine                                                                      | La crèche vivante de l'abbaye de Saint-Ferme                                                                        |
| Nouvelle-Aquitaine                                                                      | La fontaine des Trois-Evêques à Lavaur                                                                              |
| Nouvelle-Aquitaine                                                                      | * Les ostensions septennales limousines                                                                             |
| Nouvelle-Aquitaine                                                                      | Les feux de Noël en Aquitaine / Halhas de Nadau                                                                     |
| Nouvelle-Aquitaine                                                                      | La fête-Dieu à Armendaritz / Besta Berri                                                                            |
| Nouvelle-Aquitaine                                                                      | La junte de Roncal à La Pierre-Saint-Martin / Tributo de las Tres Vacas                                             |
| Nouvelle-Aquitaine                                                                      | Le jour des Limites à La Pierre-Saint-Martin / El dia de las limites                                                |
| Occitanie                                                                               | Les brandons de la Saint-Jean et de la Saint-Pierre à Bagnères-de-Luchon                                            |
| Occitanie                                                                               | La fête de la Saint-Bourrou à Marcillac                                                                             |
| Provence-Alpes-Côte d'Azur                                                              | La fête de Saint-Léon à Marseille                                                                                   |
| Provence-Alpes-Côte d'Azur                                                              | La fête de Saint-Michel à La Ciotat                                                                                 |
| Provence-Alpes-Côte d'Azur                                                              | La fête de Notre-Dame de la Visitation à Vievola                                                                    |
| * Pratiques inventoriées au Patrimoine Culturel Immatériel de l'Humanité (UNESCO)       | |

### Les arts du spectacle
Au 8 mai 2023, le ministère de la Culture recense 48 fiches d'inventaire des arts du spectacle du patrimoine culturel immatériel en France.
| Fiches d'inventaire des musiques et danses du patrimoine culturel immatériel en France | Fiches d'inventaire des musiques et danses du patrimoine culturel immatériel en France  |
| -------------------------------------------------------------------------------------- | --------------------------------------------------------------------------------------- |
| Auvergne-Rhône-Alpes                                                                   | Le théâtre en langue savoyarde (Savoie, Haute-Savoie)                                   |
| Auvergne-Rhône-Alpes, Occitanie, Nouvelle-Aquitaine, Île-de-France                     | La pratique de la cabrette, ou musette                                                  |
| Bretagne                                                                               | Les chants et complaintes de Bretagne                                                   |
| Bretagne                                                                               | La pratique du violon chez les sonneurs et musiciens de groupe en Bretagne              |
| Bretagne                                                                               | La pratique de l’accordéon des sonneurs et musiciens de groupe en Bretagne              |
| Bretagne                                                                               | Le concours de chant de la Bogue d’or en Haute-Bretagne                                 |
| Bretagne                                                                               | Le chant à répondre en Bretagne                                                         |
| Bretagne                                                                               | Les concours de sonneurs en Bretagne                                                    |
| Bretagne                                                                               | Le chant à la marche en Haute-Bretagne                                                  |
| Bretagne                                                                               | Le chant et contre-chant breton / Kan ha diskan                                         |
| Bretagne                                                                               | Le repas chanté en Bretagne / Kan en davarn                                             |
| Bretagne                                                                               | Les chants de comptoir en Bretagne / Kan ba'r bistro                                    |
| Bretagne                                                                               | Les chants de quête en Haute-Bretagne                                                   |
| Bretagne                                                                               | Les randonnées chantées, sonnées et contées en Bretagne                                 |
| Bretagne                                                                               | La gavotte de Basse-Bretagne                                                            |
| Bretagne, Pays de la Loire                                                             | La sonnerie de bassins en Bretagne et en Vendée                                         |
| Corse                                                                                  | * Le cantu in paghjella : versu composite de Carbuccia                                  |
| Corse                                                                                  | * Le cantu in paghjella : versu composite du Nebbiu                                     |
| Corse                                                                                  | * Le cantu in paghjella : versu entier de Sermanu                                       |
| Guadeloupe                                                                             | * Le gwoka                                                                              |
| Guadeloupe                                                                             | Le bouladjel                                                                            |
| Guyane                                                                                 | Le touloulou                                                                            |
| Guyane                                                                                 | Les traditions aluku de musiques dansées et de parler en musique                        |
| Hauts-de-France                                                                        | La danse d'épées de Dunkerque                                                           |
| Île-de-France                                                                          | * Le chant polyphonique géorgien en Île-de-France                                       |
| Île-de-France                                                                          | Les danses géorgiennes en Île-de-France                                                 |
| Île-de-France                                                                          | La djèliya mandingue en Île-de-France                                                   |
| Île-de-France                                                                          | * Le fado en Île-de-France                                                              |
| Île-de-France                                                                          | La danse de la marinera en Île-de-France                                                |
| La Réunion                                                                             | * Le maloya de la Réunion                                                               |
| La Réunion                                                                             | Le séga de l'île de la Réunion                                                          |
| Nouvelle-Aquitaine                                                                     | Les bals traditionnels en Aquitaine                                                     |
| Nouvelle-Aquitaine                                                                     | La pratique de la cornemuse de Gascogne / La boha                                       |
| Nouvelle-Aquitaine                                                                     | La pastorale souletine                                                                  |
| Nouvelle-Aquitaine                                                                     | La polyphonie dans les Pyrénées gasconnes                                               |
| Nouvelle-Aquitaine                                                                     | La banda                                                                                |
| Nouvelle-Aquitaine                                                                     | Les pratiques des maîtres à danser et des écoles de danse en Soule                      |
| Nouvelle-Aquitaine                                                                     | L'art du metteur en scène de pastorale en Soule / Errejent                              |
| Nouvelle-Aquitaine, Occitanie                                                          | Le rondeau occitan / Rondèu                                                             |
| Nouvelle-Aquitaine, Occitanie                                                          | * Le flamenco dans le sud-ouest de la France                                            |
| Polynésie française                                                                    | Le ’Ori, pratique artistique, sociale et culturelle de Tahiti et des îles de la Société |
| Provence-Alpes-Côte d'Azur                                                             | Le balèt                                                                                |
| Provence-Alpes-Côte d'Azur                                                             | Les chants polyphoniques de Tende                                                       |
| Provence-Alpes-Côte d'Azur                                                             | La courent de Tende                                                                     |
| Provence-Alpes-Côte d'Azur                                                             | Le balèt de Tende                                                                       |
| Provence-Alpes-Côte d'Azur                                                             | La courent / La courenta                                                                |
| Provence-Alpes-Côte d'Azur                                                             | La danse bacchu-ber dans le Briançonnais                                                |
| National                                                                               | La pratique de l'accordéon chromatique, ou fisarmonica                                  |
| National                                                                               | La culture du carillon                                                                  |
| National                                                                               | * L'art des sonneurs de trompe                                                          |
| National                                                                               | L'école française du mime                                                               |
| * Pratiques inventoriées au Patrimoine Culturel Immatériel de l'Humanité (UNESCO)      |                                                                                         |

### Les pratiques sociales et festives
En 2023, le ministère de la Culture recense plus de 90 fiches d'inventaire des pratiques festives du patrimoine culturel immatériel en France.
| Fiches d'inventaire des pratiques festives du patrimoine culturel immatériel en France | Fiches d'inventaire des pratiques festives du patrimoine culturel immatériel en France                 |
| -------------------------------------------------------------------------------------- | --- |
| Auvergne-Rhône-Alpes                                                                   | La fête de la Sainte-Agathe à Saint-Pierre-d'Albigny                                                   |
| Auvergne-Rhône-Alpes                                                                   | La fête des bouviers et des laboureurs de la Drôme                                                     |
| Auvergne-Rhône-Alpes                                                                   | La fête des conscrits à Villefranche-sur-Saône et en son bassin de vie du Beaujolais / Val de Saône    |
| Auvergne-Rhône-Alpes, Occitanie, Provence-Alpes-Côte d'Azur                            | Les fêtes de la vigne et du vin en basse vallée du Rhône                                               |
| Auvergne-Rhône-Alpes, Occitanie, Provence-Alpes-Côte d'Azur                            | Rigodon, musique et danse                                                                              |
| Bretagne                                                                               | * Fest-noz                                                                                             |
| Centre-Val de Loire                                                                    | Le Carnaval de Manthelan                                                                               |
| Centre-Val de Loire                                                                    | Les fêtes de Jeanne d'Arc à Orléans                                                                    |
| Bourgogne-Franche-Comté                                                                | Le Biou d’Arbois                                                                                       |
| Corse                                                                                  | Récolte "à l'ancienne", entretien des vieux vergers et pressage des olives                             |
| Grand-Est                                                                              | Les fêtes de Saint-Nicolas à Nancy                                                                     |
| Guadeloupe                                                                             | Le Carnaval en kabwèt de Marie-Galante                                                                 |
| Guadeloupe                                                                             | Les chants de labour dans les pratiques et rituels du charronnage ancestral sur l’île de Marie-Galante |
| Hauts-de-France                                                                        | * La Fête de la mer de Boulogne-sur-Mer                                                                |
| Hauts-de-France                                                                        | * Le Carnaval de Cassel                                                                                |
| Hauts-de-France                                                                        | * Les fêtes de Gayant à Douai                                                                          |
| Hauts-de-France                                                                        | * La fête de la Matelote à Grand-Fort-Philippe                                                         |
| Hauts-de-France                                                                        | * Le carnaval de Lesquin                                                                               |
| Hauts-de-France                                                                        | * Le carnaval de Lomme                                                                                 |
| Hauts-de-France                                                                        | * Le carnaval international d'été de Steenvoorde et la ronde européenne des Géants                     |
| Hauts-de-France                                                                        | * La journée Stop à Steenwerck                                                                         |
| Hauts-de-France                                                                        | Le cortège de la Saint-Nicolas à Villeneuve-d'Ascq                                                     |
| Hauts-de-France                                                                        | * Le carnaval de Wormhout                                                                              |
| Guyane                                                                                 | Le carnaval de Guyane avec le touloulou du bal paré-masqué                                             |
| Île-de-France                                                                          | La galette des rois mexicaine à Paris                                                                  |
| Île-de-France                                                                          | La danse du lion asiatique en Île-de-France                                                            |
| Île-de-France                                                                          | La piñata                                                                                              |
| Île-de-France                                                                          | Le Yennayer, nouvel an berbère en région Île-de-France                                                 |
| Mayotte                                                                                | Le mbiwi                                                                                               |
| Normandie                                                                              | * Le Carnaval de Granville                                                                             |
| Nouvelle-Aquitaine                                                                     | Le Carnaval de Périgueux                                                                               |
| Nouvelle-Aquitaine                                                                     | La fête de la Saint-Jean de Bazas                                                                      |
| Nouvelle-Aquitaine                                                                     | Les Fêtes de Bayonne                                                                                   |
| Nouvelle-Aquitaine                                                                     | Les Fêtes de Dax                                                                                       |
| Nouvelle-Aquitaine                                                                     | Les fêtes de Notre-Dame de Laruns                                                                      |
| Nouvelle-Aquitaine                                                                     | La Foire de la Latière                                                                                 |
| Nouvelle-Aquitaine                                                                     | La fête des bergers d'Aramits                                                                          |
| Nouvelle-Aquitaine                                                                     | La torrèle de Capbreton                                                                                |
| Nouvelle-Aquitaine                                                                     | La foire d'Ousse-Suzan                                                                                 |
| Nouvelle-Aquitaine                                                                     | Le carnaval de Géronce                                                                                 |
| Nouvelle-Aquitaine                                                                     | Le carnaval à la classe d'Amou                                                                         |
| Nouvelle-Aquitaine                                                                     | Le carnaval de Monsempron-Libos                                                                        |
| Nouvelle-Aquitaine                                                                     | Le Carnaval des deux rives à Bordeaux                                                                  |
| Nouvelle-Aquitaine                                                                     | Le carnaval de Brantôme                                                                                |
| Nouvelle-Aquitaine                                                                     | Le menhir de Peyrefitte                                                                                |
| Nouvelle-Aquitaine                                                                     | La quête des oeufs, le carnaval et les contes de Blanquefort-sur-Briolance                             |
| Nouvelle-Aquitaine                                                                     | Les feux de Noël en Bazadais                                                                           |
| Nouvelle-Aquitaine                                                                     | Les Soufflaculs de Nontron                                                                             |
| Nouvelle-Aquitaine                                                                     | La promenade des bœufs gras de Bazas                                                                   |
| Nouvelle-Aquitaine                                                                     | Maïs et mayades des Landes                                                                             |
| Nouvelle-Aquitaine                                                                     | La mayade de Clermont                                                                                  |
| Nouvelle-Aquitaine                                                                     | La mayade de Donzacq                                                                                   |
| Nouvelle-Aquitaine                                                                     | La mayade de Narrosse                                                                                  |
| Nouvelle-Aquitaine                                                                     | La mayade de Saint-Jean-de-Marsacq                                                                     |
| Nouvelle-Aquitaine                                                                     | La mayade de Saint-Vincent-de-Tyrosse                                                                  |
| Nouvelle-Aquitaine                                                                     | La mayade de Saubion                                                                                   |
| Nouvelle-Aquitaine                                                                     | La fête de la Cerise à Itxassou                                                                        |
| Nouvelle-Aquitaine                                                                     | La fête du Piment à Espelette                                                                          |
| Nouvelle-Aquitaine                                                                     | La quête de la Saint-Jean-Baptiste, ou barricot, à Labastide-Monréjeau                                 |
| Nouvelle-Aquitaine                                                                     | La fête de la mer de Capbreton                                                                         |
| Nouvelle-Aquitaine                                                                     | Les fêtes de la mer à Saint-Jean-de-Luz                                                                |
| Nouvelle-Aquitaine                                                                     | Les sérénades de Montaner                                                                              |
| Nouvelle-Aquitaine                                                                     | La Fête-Dieu au Pays basque                                                                            |
| Nouvelle-Aquitaine                                                                     | Les tournées du carnaval labourdin                                                                     |
| Nouvelle-Aquitaine                                                                     | La parade charivarique en Basse-Navarre et Labourd / Kabalkada ou Toberak                              |
| Nouvelle-Aquitaine                                                                     | La fête des Rois à Saint-Jean-de-Luz                                                                   |
| Nouvelle-Aquitaine                                                                     | La tradition des bœufs gras à Bayonne                                                                  |
| Nouvelle-Aquitaine                                                                     | Les célébrations de Libertimendua et de Santibate                                                      |
| Nouvelle-Aquitaine                                                                     | La tradition carnavalesque de la Zan Pantzar (Saint Pansart) en Pays basque                            |
| Nouvelle-Aquitaine, Occitanie                                                          | Les fêtes et festayres / Hèstas e hestaires                                                            |
| Nouvelle-Aquitaine, Occitanie                                                          | Les fêtes des Fleurs dans les stations thermales des Pyrénées                                          |
| Occitanie                                                                              | * Les Fêtes de l'ours en Vallespir                                                                     |
| Occitanie                                                                              | Le Carnaval de Limoux                                                                                  |
| Occitanie                                                                              | Le Senibelet de Gignac                                                                                 |
| Occitanie                                                                              | Les fêtes du Bœuf de Mèze                                                                              |
| Occitanie                                                                              | Le carnaval de Montblanc                                                                               |
| Occitanie                                                                              | La fête du Tribus Lupis de Cournonterral                                                               |
| Occitanie                                                                              | * Le carnaval de Pézenas                                                                               |
| Occitanie                                                                              | La fête de la Saint-Laurent à Bessan                                                                   |
| Occitanie                                                                              | Lo Cese de Montaren fête inventée et figure totémic du Pois Chiche à Montaren-et-Saint-Médiers         |
| Occitanie                                                                              | La danse des Treilles à Béziers et dans le Languedoc                                                   |
| Pays de la Loire                                                                       | Le carnaval de Pornic                                                                                  |
| Pays de la Loire                                                                       | Le carnaval de Nantes                                                                                  |
| Provence-Alpes-Côte d'Azur                                                             | Les fêtes à charrettes entre Alpilles et Durance                                                       |
| Provence-Alpes-Côte d'Azur                                                             | Les fêtes de Noël en Provence                                                                          |
| Provence-Alpes-Côte d'Azur                                                             | Les savoir-faire artisanaux associés au carnaval de Nice                                               |
| Provence-Alpes-Côte d'Azur                                                             | * Les fêtes de la Tarasque                                                                             |
| Provence-Alpes-Côte d'Azur                                                             | La fête du Citron de Menton                                                                            |
| Provence-Alpes-Côte d'Azur                                                             | La fête des Olives vertes de Mouriès                                                                   |
| Provence-Alpes-Côte d'Azur                                                             | La pratique des prud'homies de pêche en Méditerranée                                                   |
| Provence-Alpes-Côte d'Azur                                                             | Les pratiques de sociabilités liées aux cercles en Provence                                            |
| Provence-Alpes-Côte d'Azur                                                             | La Sanch, processions des pénitents du Vendredi saint en Roussillon                                    |
| La Réunion                                                                             | Le bal tamoul / Narlgon                                                                                |
| National                                                                               | Le pourim shpil                                                                                        |
| National                                                                               | * La culture vivante de la fête foraine                                                                |
| National                                                                               | Les festivals de tango                                                                                 |
| National                                                                               | Les milongas (bals tango)                                                                              |
| National                                                                               | Les pratiques sociales et culturelles des confréries œnogastronomiques                                 |
| National                                                                               | La sonnerie de cloches par tintement manuel dite "banc du sonneur", coptée ou trézolage                |
| * Pratique inventoriée au Patrimoine Culturel Immatériel de l'Humanité (UNESCO)        | |

### Les pratiques physiques
Au 8 mai 2023, le ministère de la Culture recense 20 fiches d'inventaire des pratiques physiques traditionnelles du patrimoine culturel immatériel en France.
| Fiches d'inventaire des pratiques sportives du patrimoine culturel immatériel en France | Fiches d'inventaire des pratiques sportives du patrimoine culturel immatériel en France |
| --------------------------------------------------------------------------------------- | --------------------------------------------------------------------------------------- |
| Auvergne-Rhône-Alpes, Bourgogne-Franche-Comté                                           | Les joutes nautiques : méthodes givordine et lyonnaise                                  |
| Bourgogne-Franche-Comté, Île-de-France                                                  | Les joutes nautiques : méthodes parisienne, accoloise et clamecycoise                   |
| Grand-Est, Hauts-de-France, Île-de-France                                               | Le bouquet provincial, fête traditionnelle de l’archerie Beursault                      |
| Hauts-de-France                                                                         | La colombophilie                                                                        |
| Hauts-de-France                                                                         | Le tir à l'arc à la perche verticale                                                    |
| Hauts-de-France                                                                         | Les joutes arrageoises                                                                  |
| Hauts-de-France, Île-de-France                                                          | Le tir Beursault, pratique traditionnelle de tir à l’arc                                |
| Île-de-France                                                                           | Le jeu de boules parisien                                                               |
| Île-de-France, Nouvelle-Aquitaine                                                       | Le jeu de courte paume                                                                  |
| Martinique                                                                              | * La yole ronde                                                                         |
| Nouvelle-Aquitaine                                                                      | La pelote basque à main nue en trinquet                                                 |
| Nouvelle-Aquitaine                                                                      | La course landaise                                                                      |
| Occitanie                                                                               | Les joutes languedociennes                                                              |
| Occitanie et Provence-Alpes-Côte d'Azur                                                 | La course camarguaise                                                                   |
| Occitanie et Provence-Alpes-Côte d'Azur                                                 | L'art de la navigation sous voile latine                                                |
| Pays de la Loire                                                                        | * L'équitation de tradition française : le Cadre noir de Saumur                         |
| National                                                                                | * La fauconnerie française                                                              |
| National                                                                                | La savate, boxe française                                                               |
| National                                                                                | * L'alpinisme                                                                           |
| National                                                                                | Les rames traditionnelles                                                               |
| * Pratiques inventoriées au Patrimoine Culturel Immatériel de l'Humanité (UNESCO)       |                                                                                         |

### Les jeux
Au 8 mai 2023, le Ministère de la Culture recense 127 fiches d'inventaire des jeux du patrimoine culturel immatériel en France.
| Fiches d'inventaire des jeux du patrimoine culturel immatériel en France | Fiches d'inventaire des jeux du patrimoine culturel immatériel en France |
| ------------------------------------------------------------------------ | ------------------------------------------------------------------------ |
| Jeux de boules traditionnels de Bretagne et des Pays de la Loire         | Le jeu de boule ar Mestr                                                 |
| Jeux de boules traditionnels de Bretagne et des Pays de la Loire         | La boule bernérienne                                                     |
| Jeux de boules traditionnels de Bretagne et des Pays de la Loire         | La boule bretonne à un plomb                                             |
| Jeux de boules traditionnels de Bretagne et des Pays de la Loire         | La boule bretonne des Côtes-d’Armor                                      |
| Jeux de boules traditionnels de Bretagne et des Pays de la Loire         | La boule concelloise                                                     |
| Jeux de boules traditionnels de Bretagne et des Pays de la Loire         | La boule de fort du Val de Loire                                         |
| Jeux de boules traditionnels de Bretagne et des Pays de la Loire         | La boule de sable de Maine-et-Loire                                      |
| Jeux de boules traditionnels de Bretagne et des Pays de la Loire         | La boule de sable du pays nantais                                        |
| Jeux de boules traditionnels de Bretagne et des Pays de la Loire         | La boule du vignoble nantais sur terrain incurvé                         |
| Jeux de boules traditionnels de Bretagne et des Pays de la Loire         | La boule du vignoble nantais sur terrain plat                            |
| Jeux de boules traditionnels de Bretagne et des Pays de la Loire         | La boule nantaise                                                        |
| Jeux de boules traditionnels de Bretagne et des Pays de la Loire         | La boule oudonnaise                                                      |
| Jeux de boules traditionnels de Bretagne et des Pays de la Loire         | La boule tharonnaise                                                     |
| Jeux de boules traditionnels de Bretagne et des Pays de la Loire         | Les boules bretonnes du Morbihan                                         |
| Jeux de boules traditionnels de Bretagne et des Pays de la Loire         | Les boules plombées du pays de Morlaix                                   |
| Jeux de boules traditionnels de Bretagne et des Pays de la Loire         | Les boules du pays de Quimper / Le boultenn                              |
| Jeux de boules traditionnels de Bretagne et des Pays de la Loire         | La boule de fort de Châteauneuf-sur-Sarthe                               |
| Jeux de boules traditionnels de Bretagne et des Pays de la Loire         | La boule de sable des Pays de la Loire                                   |
| Jeux de boules traditionnels de Bretagne et des Pays de la Loire         | Le jeu de la boule de fort des Pays de la Loire                          |
| Jeux de boules traditionnels de Bretagne et des Pays de la Loire         | La galoche bigoudène                                                     |
| Jeux de boules traditionnels de Bretagne et des Pays de la Loire         | Le jeu de la galoche de Saint-Pol-de-Léon                                |
| Jeux de boules traditionnels de Bretagne et des Pays de la Loire         | Le jeu de la galoche d'Assérac                                           |
| Jeux de boules traditionnels de Bretagne et des Pays de la Loire         | Le jeu de la galoche ou de la bique                                      |
| Jeux de boules traditionnels de Bretagne et des Pays de la Loire         | Le jeu de la galoche sans billot du Trégor / Galoch bro Deger            |
| Jeux de boules traditionnels de Bretagne et des Pays de la Loire         | Le jeu de la galoche sur billot                                          |
| Jeux de boules traditionnels de Bretagne et des Pays de la Loire         | Le jeu du bouloù pok                                                     |
| Jeux de boules traditionnels de Bretagne et des Pays de la Loire         | Le jeu du palet au trépied                                               |
| Jeux de boules traditionnels de Bretagne et des Pays de la Loire         | Le jeu du palet de Kerdiny                                               |
| Jeux de boules traditionnels de Bretagne et des Pays de la Loire         | Le jeu du palet en laiton sur plaque de plomb                            |
| Jeux de boules traditionnels de Bretagne et des Pays de la Loire         | Le jeu du palet sur planche de bois                                      |
| Jeux de boules traditionnels de Bretagne et des Pays de la Loire         | Le jeu du pechoù                                                         |
| Jeux de boules traditionnels de Bretagne et des Pays de la Loire         | Le jeu du petit palet                                                    |
| Jeux de boules traditionnels de Bretagne et des Pays de la Loire         | Le jeu du pitao                                                          |
| Jeux de boules traditionnels de Bretagne et des Pays de la Loire         | Le palet sur route de la presqu'île de Guérande                          |
| Jeux de boules traditionnels de Bretagne et des Pays de la Loire         | Le palet sur route du Morbihan                                           |
| Jeux de boules traditionnels de Bretagne et des Pays de la Loire         | Le palet sur terre de Loire-Atlantique                                   |
| Jeux de boules traditionnels de Bretagne et des Pays de la Loire         | Le palet sur terre du Centre-Bretagne                                    |
| Jeux de café et de kermesse                                              | Le billard hollandais                                                    |
| Jeux de café et de kermesse                                              | Le jeu du birinig, ou kilhou bihan, de l’ouest Bretagne                  |
| Jeux de café et de kermesse                                              | Le jeu de la boîte à cases                                               |
| Jeux de café et de kermesse                                              | Le jeu de la boule montante                                              |
| Jeux de café et de kermesse                                              | Le jeu de la boule pendante                                              |
| Jeux de café et de kermesse                                              | Le jeu de la grenouille                                                  |
| Jeux de café et de kermesse                                              | Le jeu du sabot                                                          |
| Jeux de café et de kermesse                                              | Le lancer de sabot de Pont-Aven, ou lancer du boutou coat                |
| Jeux de café et de kermesse                                              | Le jeu du palet planche sur cible                                        |
| Jeux de café et de kermesse                                              | Le jeu du palet sur planche à trous                                      |
| Jeux de café et de kermesse                                              | Le jeu du trou du chat, ou patigo breton                                 |
| Jeux de quilles                                                          | Le jeu de quilles breton / Kilhou koz                                    |
| Jeux de quilles                                                          | Le jeu des quilles en lancer droit                                       |
| Jeux de quilles                                                          | Le jeu de quilles, ou petit talus                                        |
| Jeux de quilles                                                          | Le jeu de quilles An Alez Round, ou Kilhoù koz bro bagan                 |
| Jeux de quilles                                                          | Le jeu de Quistinic                                                      |
| Jeux de quilles                                                          | Les quilles de Bilac                                                     |
| Jeux de quilles                                                          | Le jeu de quilles marsacais                                              |
| Jeux de quilles                                                          | Les quilles de Mauron                                                    |
| Jeux de quilles                                                          | Les quilles de Minez Bibon                                               |
| Jeux de quilles                                                          | Les quilles de Muël                                                      |
| Jeux de quilles                                                          | Les quilles de Plougastel-Daoulas                                        |
| Jeux de quilles                                                          | Les quilles de Plounéour-Trez / Kilhou Plouneour Trez                    |
| Jeux de quilles                                                          | Les quilles de Pomeleuc                                                  |
| Jeux de quilles                                                          | Les quilles de Trébédan                                                  |
| Jeux de quilles                                                          | Les quilles avec talus du Léon                                           |
| Jeux de quilles                                                          | Les quilles du pays bigouden et du cap Sizun                             |
| Jeux de quilles                                                          | Les quilles de neuf du pays de Fougères                                  |
| Jeux de quilles                                                          | Les quilles du pays Glazig                                               |
| Jeux de quilles                                                          | Les quilles du Poher                                                     |
| Jeux de quilles                                                          | Les quilles du Trégor                                                    |
| Jeux de quilles                                                          | Le jeu de quilles de huit                                                |
| Jeux de quilles                                                          | Le jeu de quilles de neuf du canton d'Hucqueliers ou du Haut-Pays        |
| Jeux de quilles                                                          | Le jeu de quilles bressanes                                              |
| Jeux de force                                                            | La lutte bretonne / Le gouren                                            |
| Jeux de force                                                            | Les jeux sportifs traditionnels du Trégor                                |
| Jeux de force                                                            | Les jeux et sports athlétiques bretons                                   |
| Jeux de force                                                            | Les jeux nautiques en Bretagne                                           |
| Jeux en région Grand-Est                                                 | Le jeu de ninepin bowling classic                                        |
| Jeux en région Grand-Est                                                 | Le jeu de ninepin bowling schere                                         |
| Jeux en région Nouvelle-Aquitaine                                        | La lutte traditionnelle basque / La borroka                              |
| Jeux en région Nouvelle-Aquitaine                                        | Les courses sur échasses                                                 |
| Jeux en région Nouvelle-Aquitaine                                        | Les régates de traînières / L’estropadak                                 |
| Jeux en région Nouvelle-Aquitaine                                        | La force basque / Herri kirolak                                          |
| Jeux en région Nouvelle-Aquitaine                                        | Le jeu de pelote basque / Le laxoa                                       |
| Jeux en région Nouvelle-Aquitaine                                        | Le jeu de la pasaka au Pays basque                                       |
| Jeux en région Nouvelle-Aquitaine                                        | La pelote basque à main nue en trinquet                                  |
| Jeux en région Nouvelle-Aquitaine                                        | Le jeu de quilles de neuf des Pyrénées / Le jòc de quilhàs de nau        |
| Jeux en région Nouvelle-Aquitaine                                        | Le jeu de quilles de trois en Aquitaine / Las quilhes de tres            |
| Jeux en région Nouvelle-Aquitaine                                        | Le jeu de quilles de six en Aquitaine                                    |
| Jeux en région Nouvelle-Aquitaine                                        | Le jeu de rebot                                                          |
| Jeux en région Nouvelle-Aquitaine                                        | Le jeu de mus au Pays basque / Mus jokoa                                 |
| Jeux en région Nouvelle-Aquitaine                                        | La fête des jeux anciens de Sarlat / La ringueta                         |
| Jeux en région Provence-Alpes-Côte d'Azur                                | Le jeu de la bague en boghei à Gémenos                                   |
| Jeux en région Provence-Alpes-Côte d'Azur                                | Le jeu de la boule carrée                                                |
| Jeux en région Provence-Alpes-Côte d'Azur                                | La joute nautique provençale                                             |
| Jeux en région Provence-Alpes-Côte d'Azur                                | Le jeu de la mourre / La mourra                                          |
| Jeux en région Provence-Alpes-Côte d'Azur                                | La paume artignoscaise                                                   |
| Jeux en région Provence-Alpes-Côte d'Azur                                | La pelote basque du plan de Grasse                                       |
| Jeux en région Provence-Alpes-Côte d'Azur                                | La pétanque                                                              |
| Jeux en région Provence-Alpes-Côte d'Azur                                | La rame traditionnelle provençale                                        |
| Jeux en région Hauts-de-France                                           | La balle à la main d'Hangest-en-Santerre                                 |
| Jeux en région Hauts-de-France                                           | La balle au tamis de Tours-en-Vimeu                                      |
| Jeux en région Hauts-de-France                                           | La boule flamande de Godewaersvelde                                      |
| Jeux en région Hauts-de-France                                           | La bourle de Tourcoing                                                   |
| Jeux en région Hauts-de-France                                           | Le ballon au poing de l'Amiénois                                         |
| Jeux en région Hauts-de-France                                           | Le billon de Douai                                                       |
| Jeux en région Hauts-de-France                                           | Le jeu de guise de Boves / Djise                                         |
| Jeux en région Hauts-de-France                                           | Le jeu de l'assiette d'Albert                                            |
| Jeux en région Hauts-de-France                                           | Le jeu de quilles du Ponthieu                                            |
| Jeux en région Hauts-de-France                                           | Le javelot tir sur cible                                                 |
| Jeux en région Hauts-de-France                                           | Le jeu de longue paume                                                   |
| Jeux en région Normandie                                                 | Le jeu de la bézette en Normandie                                        |
| Jeux en région Normandie                                                 | Le jeu de la boule de hasard                                             |
| Jeux en région Normandie                                                 | Le jeu de la carambole à gouttière                                       |
| Jeux en région Normandie                                                 | Le jeu de la crosse                                                      |
| Jeux en région Normandie                                                 | Le jeu de la grande carambole et du bastringue                           |
| Autres jeux                                                              | Le jeu de la balle au tambourin                                          |
| Autres jeux                                                              | Le jeu de la boule lyonnaise                                             |
| Autres jeux                                                              | Le jeu de paume ou de courte paume                                       |
| Autres jeux                                                              | Le jeu du bordé                                                          |
| Autres jeux                                                              | Les grands jeux de la montagne bourbonnaise                              |
| Autres jeux                                                              | Les jeux de billes                                                       |

### Les traditions et expressions orales
Au 8 mai 2023, le ministère de la Culture recense 10 fiches d'inventaire des traditions et expressions orales du patrimoine culturel immatériel en France.
| Fiches d'inventaire de l'art du conte du patrimoine culturel immatériel en France | Fiches d'inventaire de l'art du conte du patrimoine culturel immatériel en France |
| --------------------------------------------------------------------------------- | --------------------------------------------------------------------------------- |
| Bretagne                                                                          | Les veillées de café                                                              |
| Bretagne                                                                          | Les veillées du Trégor                                                            |
| Nouvelle-Aquitaine                                                                | Le conte occitan en Lot-et-Garonne                                                |
| Nouvelle-Aquitaine                                                                | Le conte occitan en Périgord                                                      |
| Nouvelle-Aquitaine                                                                | La pratique théâtrale en occitan à Daglan                                         |
| Nouvelle-Aquitaine                                                                | Bertsolaritza, le bertsolarisme, joute verbale improvisée au Pays Basque          |
| Nouvelle-Calédonie                                                                | Le seloo ou selo, chant polyphonique de Hnyei Iaai-Ouvéa, îles Loyauté            |
| Nouvelle-Calédonie                                                                | L’Anethem, chant polyphonique des Îles de la Loyauté                              |
| Occitanie                                                                         | Les jeux floraux de Toulouse et leur fête des fleurs                              |
| La Réunion                                                                        | Le conte traditionnel de La Réunion                                               |